# Carazziella proberti
Carazziella proberti är en ringmaskart som beskrevs av Blake 1984. Carazziella proberti ingår i släktet Carazziella och familjen Spionidae.
Artens utbredningsområde är havet kring Nya Zeeland. Inga underarter finns listade i Catalogue of Life.